# 清津青年站
清津青年站（：／ Ch'ŏngjin Ch'ŏngnyŏn yŏk */?）是朝鮮民主主義人民共和國咸镜北道清津市浦港區域的一個鐵路車站，属于平罗线和清津港线。

## 邻近车站
- 平羅線

水南站 - 清津青年站 - 青岩站
- 清津港线

清津青年站 - 清津港站